# Diego Aracena International Airport
Diego Aracena International Airport är en flygplats i Chile.   Den ligger i provinsen Provincia de Iquique och regionen Región de Tarapacá, i den norra delen av landet, 1 400 km norr om huvudstaden Santiago de Chile. Diego Aracena International Airport ligger 47 meter över havet.
Terrängen runt Diego Aracena International Airport är varierad. Havet är nära Diego Aracena International Airport åt nordväst. Runt Diego Aracena International Airport är det ganska tätbefolkat, med 83 invånare per kvadratkilometer.. 
Trakten runt Diego Aracena International Airport är ofruktbar med lite eller ingen växtlighet.